# Snyder County
Snyder County ist ein County im Bundesstaat Pennsylvania der Vereinigten Staaten. Bei der Volkszählung im Jahr 2020 hatte das County 39.736 Einwohner und eine Bevölkerungsdichte von 46 Einwohnern pro Quadratkilometer. Der Verwaltungssitz (County Seat) ist Middleburg.

## Geschichte
Snyder County wurde am 2. März 1855 aus Union County gebildet und nach Simon Snyder benannt, dem Gouverneur Pennsylvanias von 1808 bis 1817.

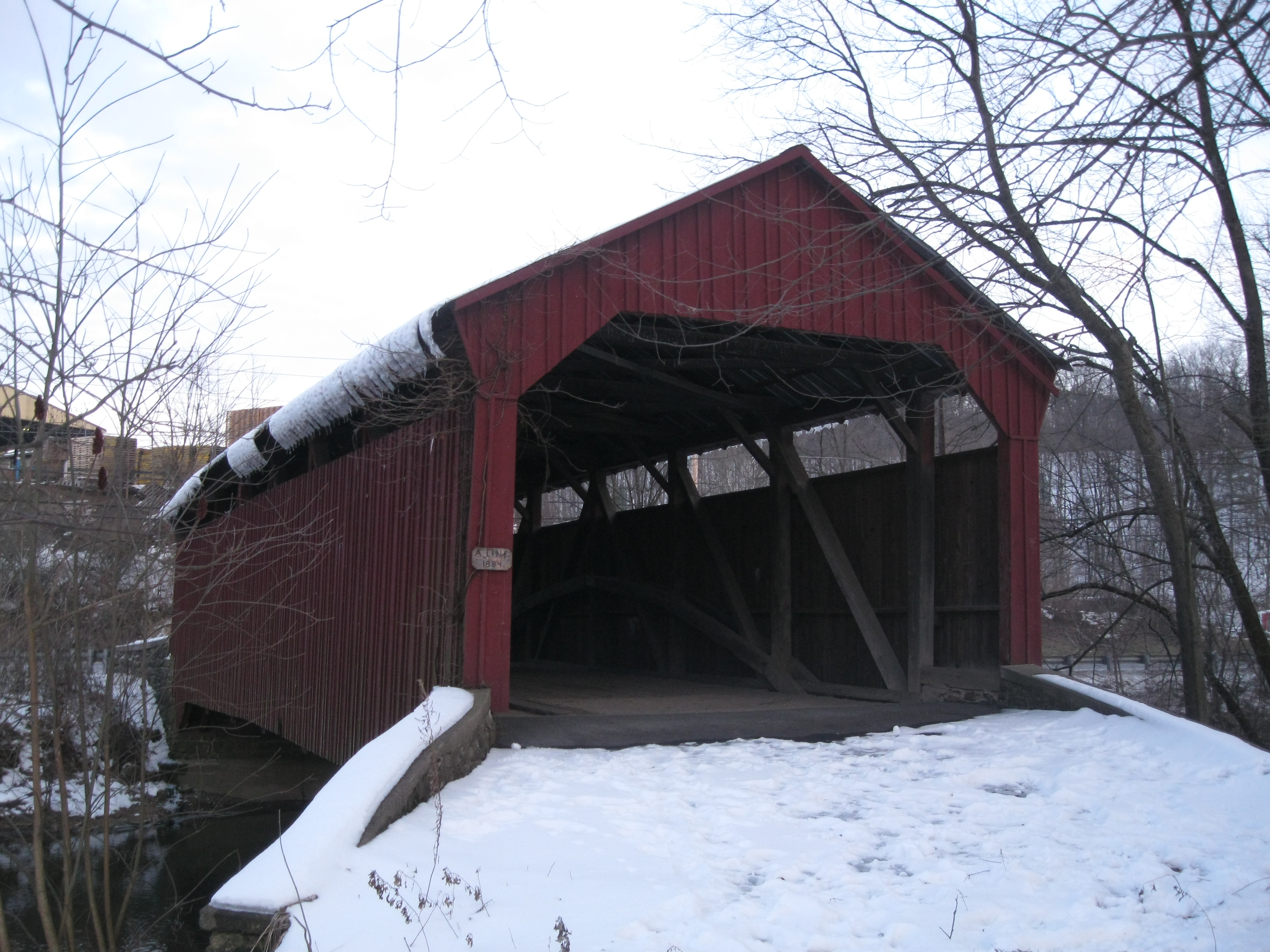
Die Aline Covered Bridge ist einer von sechs Einträgen des Countys im NRHP.

Sechs Bauwerke und Stätten des Countys sind im National Register of Historic Places (NRHP) eingetragen (Stand 24. Juli 2018).

## Bevölkerung
Die Mehrzahl der Bevölkerung stammt von Europäern ab (vor allem Deutsche, Engländer, Polen und Italiener). Bis heute sprechen etwa noch 5 % der Bevölkerung Deutsch als Muttersprache. Damit ist Snyder County, der County mit der höchsten Quote an Deutschsprachigen in ganz Pennsylvania.

## Geographie
Das County hat eine Fläche von 860 Quadratkilometern, wovon zwei Quadratkilometer Wasserfläche sind.

## Städte und Ortschaften

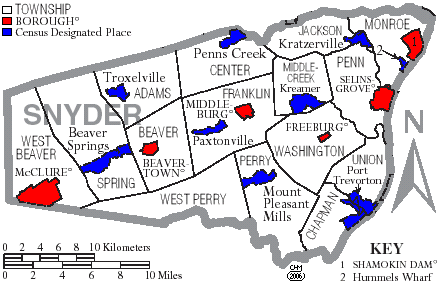
Karte des Snyder Countys

| - Adams Township - Beaver Springs - Beaver Township - Beavertown - Center Township - Chapman Township - Franklin Township - Freeburg - Hummels Wharf - Jackson Township | - Kratzerville - Kreamer - McClure - Middleburg - Middlecreek Township - Monroe Township - Mount Pleasant Mills - Paxtonville - Penn Township - Penns Creek | - Perry Township - Port Trevorton - Selinsgrove - Shamokin Dam - Spring Township - Troxelville - Union Township - Washington Township - West Beaver Township - West Perry Township |